# Collegio di Leeds Central
Leeds Central è stato un collegio elettorale inglese della Camera dei comuni del Parlamento del Regno Unito, situato nel West Yorkshire. Eleggeva un membro del Parlamento con il sistema maggioritario a turno unico; il collegio è stato abolito in occasione della revisione periodica del 2024.

## Confini
- 1885-1918: i ward del Municipal Borough of Leeds di Mill Hill and West, e parti dei ward di Brunswick e Central.
- 1918-1950: i ward del County Borough of Leeds di Central, Mill Hill, South e West, e parti dei ward di Brunswick, Headingley e North West.
- 1950-1955: i ward del County Borough of Leeds di Armley and New Wortley, Blenheim, Central, Holbeck North, Mill Hill e South and Westfield.
- 1983-1997: i ward della Città di Beeston, City and Holbeck, Richmond Hill e University.
- 1997-2010: come sopra, più Hunslet.
- 2010-2024: i ward della Città di Leeds di Beeston and Holbeck, Burmantofts and Richmond Hill, City and Hunslet, Hyde Park and Woodhouse e Middleton Park.

## Membri del Parlamento
| Elezione | Elezione             | Deputato                | Partito            |
| -------- | -------------------- | ----------------------- | ------------------ |
|          | 1885                 | Gerald William Balfour  | Conservatore       |
|          | 1906                 | Robert Armitage         | Liberale           |
|          | 1922                 | Arthur Wellesley Willey | Conservatore       |
| 1923 (S) | Charles Henry Wilson |                         | Conservatore       |
|          | 1929                 | Richard Denman          | Laburista          |
|          | 1931                 | Richard Denman          | Nazional Laburista |
|          | 1945                 | George Porter           | Laburista          |
|          | 1955                 | Collegio abolito        | Collegio abolito   |
|          | 1983                 | Collegio ricreato       | Collegio ricreato  |
|          | 1983                 | Derek Fatchett          | Laburista          |
| 1999 (S) | Hilary Benn          |                         | Laburista          |
|          | 2024                 | Collegio abolito        | Collegio abolito   |

## Risultati elettorali

### Elezioni negli anni 2010
| Partito                    | Partito                                | Candidato                  | Risultati 12 dicembre 2019 | Risultati 12 dicembre 2019 |
| Partito                    | Partito                                | Candidato                  | Voti                       | %                          |
| -------------------------- | -------------------------------------- | -------------------------- | -------------------------- | -------------------------- |
|                            | Laburista                              | Hilary Benn                | 30 413                     | 61,71                      |
|                            | Conservatore                           | Peter Fortune              | 11 143                     | 22,61                      |
|                            | Brexit                                 | Paul Thomas                | 2 999                      | 6,09                       |
|                            | Lib Dem                                | Jack Holland               | 2 343                      | 4,75                       |
|                            | Verdi                                  | Ed Carlisle                | 2 105                      | 4,27                       |
|                            | SDP                                    | William Clouston           | 281                        | 0,57                       |
|                            |                                        |                            |                            |                            |
| Iscritti                   | Iscritti                               | Iscritti                   | 90 971                     | 100,00                     |
| ↳ Votanti (% su iscritti)  | ↳ Votanti (% su iscritti)              | ↳ Votanti (% su iscritti)  | 49 284                     | 54,18                      |
| ↳ Astenuti (% su iscritti) | ↳ Astenuti (% su iscritti)             | ↳ Astenuti (% su iscritti) | 41 687                     | 45,82                      |
|                            |                                        |                            |                            |                            |
|                            | Esito: collegio confermato a Laburista |                            |                            |                            |

| Partito                    | Partito                                | Candidato                  | Risultati 8 giugno 2017 | Risultati 8 giugno 2017 |
| Partito                    | Partito                                | Candidato                  | Voti                    | %                       |
| -------------------------- | -------------------------------------- | -------------------------- | ----------------------- | ----------------------- |
|                            | Laburista                              | Hilary Benn                | 33 453                  | 70,17                   |
|                            | Conservatore                           | Gareth Davies              | 9 755                   | 20,46                   |
|                            | UKIP                                   | Bill Palfreman             | 2 056                   | 4,31                    |
|                            | Verdi                                  | Ed Carlisle                | 1 189                   | 2,49                    |
|                            | Lib Dem                                | Andy Nash                  | 1 063                   | 2,23                    |
|                            | Popoli Cristiani                       | Alex Coetzee               | 157                     | 0,33                    |
|                            |                                        |                            |                         |                         |
| Iscritti                   | Iscritti                               | Iscritti                   | 89 610                  | 100,00                  |
| ↳ Votanti (% su iscritti)  | ↳ Votanti (% su iscritti)              | ↳ Votanti (% su iscritti)  | 47 673                  | 53,20                   |
| ↳ Astenuti (% su iscritti) | ↳ Astenuti (% su iscritti)             | ↳ Astenuti (% su iscritti) | 41 937                  | 46,80                   |
|                            |                                        |                            |                         |                         |
|                            | Esito: collegio confermato a Laburista |                            |                         |                         |

| Partito                    | Partito                                | Candidato                  | Risultati 7 maggio 2015 | Risultati 7 maggio 2015 |
| Partito                    | Partito                                | Candidato                  | Voti                    | %                       |
| -------------------------- | -------------------------------------- | -------------------------- | ----------------------- | ----------------------- |
|                            | Laburista                              | Hilary Benn                | 24 758                  | 54,96                   |
|                            | Conservatore                           | Nicola Wilson              | 7 791                   | 17,29                   |
|                            | UKIP                                   | Luke Senior                | 7 082                   | 15,72                   |
|                            | Verdi                                  | Michael Hayton             | 3 558                   | 7,90                    |
|                            | Lib Dem                                | Emma Spriggs               | 1 529                   | 3,39                    |
|                            | TUSC                                   | Liz Kitching               | 330                     | 0,73                    |
|                            |                                        |                            |                         |                         |
| Iscritti                   | Iscritti                               | Iscritti                   | 81 756                  | 100,00                  |
| ↳ Votanti (% su iscritti)  | ↳ Votanti (% su iscritti)              | ↳ Votanti (% su iscritti)  | 45 048                  | 55,10                   |
| ↳ Astenuti (% su iscritti) | ↳ Astenuti (% su iscritti)             | ↳ Astenuti (% su iscritti) | 36 708                  | 44,90                   |
|                            |                                        |                            |                         |                         |
|                            | Esito: collegio confermato a Laburista |                            |                         |                         |

| Partito                    | Partito                                | Candidato                  | Risultati 6 maggio 2010 | Risultati 6 maggio 2010 |
| Partito                    | Partito                                | Candidato                  | Voti                    | %                       |
| -------------------------- | -------------------------------------- | -------------------------- | ----------------------- | ----------------------- |
|                            | Laburista                              | Hilary Benn                | 18 434                  | 49,30                   |
|                            | Lib Dem                                | Michael Taylor             | 7 789                   | 20,83                   |
|                            | Conservatore                           | Alan Lamb                  | 7 541                   | 20,17                   |
|                            | BNP                                    | Kevin Meeson               | 3 066                   | 8,20                    |
|                            | Indipendente                           | Dave Procter               | 409                     | 1,09                    |
|                            | Indipendente                           | We Beat The Scum One-Nil   | 155                     | 0,41                    |
|                            |                                        |                            |                         |                         |
| Iscritti                   | Iscritti                               | Iscritti                   | 64 695                  | 100,00                  |
| ↳ Votanti (% su iscritti)  | ↳ Votanti (% su iscritti)              | ↳ Votanti (% su iscritti)  | 37 394                  | 57,80                   |
| ↳ Astenuti (% su iscritti) | ↳ Astenuti (% su iscritti)             | ↳ Astenuti (% su iscritti) | 27 301                  | 42,20                   |
|                            |                                        |                            |                         |                         |
|                            | Esito: collegio confermato a Laburista |                            |                         |                         |

### Elezioni negli anni 2000
| Partito                    | Partito                                | Candidato                  | Risultati 5 maggio 2005 | Risultati 5 maggio 2005 |
| Partito                    | Partito                                | Candidato                  | Voti                    | %                       |
| -------------------------- | -------------------------------------- | -------------------------- | ----------------------- | ----------------------- |
|                            | Laburista                              | Hilary Benn                | 17 526                  | 60,05                   |
|                            | Lib Dem                                | Ruth Coleman               | 5 660                   | 19,39                   |
|                            | Conservatore                           | Brian Cattell              | 3 865                   | 13,24                   |
|                            | BNP                                    | Mark Collett               | 1 201                   | 4,11                    |
|                            | UKIP                                   | Peter Sewards              | 494                     | 1,69                    |
|                            | Indipendente                           | Mick Dear                  | 189                     | 0,65                    |
|                            | Indipendente                           | Oluwole Taiwo              | 126                     | 0,43                    |
|                            | Alliance for Change                    | Julian Fitzgerald          | 125                     | 0,43                    |
|                            |                                        |                            |                         |                         |
| Iscritti                   | Iscritti                               | Iscritti                   | 62 900                  | 100,00                  |
| ↳ Votanti (% su iscritti)  | ↳ Votanti (% su iscritti)              | ↳ Votanti (% su iscritti)  | 29 186                  | 46,40                   |
| ↳ Astenuti (% su iscritti) | ↳ Astenuti (% su iscritti)             | ↳ Astenuti (% su iscritti) | 33 714                  | 53,60                   |
|                            |                                        |                            |                         |                         |
|                            | Esito: collegio confermato a Laburista |                            |                         |                         |

| Partito                    | Partito                                | Candidato                  | Risultati 7 giugno 2001 | Risultati 7 giugno 2001 |
| Partito                    | Partito                                | Candidato                  | Voti                    | %                       |
| -------------------------- | -------------------------------------- | -------------------------- | ----------------------- | ----------------------- |
|                            | Laburista                              | Hilary Benn                | 18 277                  | 66,93                   |
|                            | Conservatore                           | Victoria Richmond          | 3 896                   | 14,27                   |
|                            | Lib Dem                                | Stewart Arnold             | 3 607                   | 13,21                   |
|                            | UKIP                                   | David Burgess              | 775                     | 2,84                    |
|                            | Alleanza Socialista                    | Stephen Johnston           | 751                     | 2,75                    |
|                            |                                        |                            |                         |                         |
| Iscritti                   | Iscritti                               | Iscritti                   | 65 482                  | 100,00                  |
| ↳ Votanti (% su iscritti)  | ↳ Votanti (% su iscritti)              | ↳ Votanti (% su iscritti)  | 27 306                  | 41,70                   |
| ↳ Astenuti (% su iscritti) | ↳ Astenuti (% su iscritti)             | ↳ Astenuti (% su iscritti) | 38 176                  | 58,30                   |
|                            |                                        |                            |                         |                         |
|                            | Esito: collegio confermato a Laburista |                            |                         |                         |

## Risultati dei referendum

### Referendum sulla permanenza del Regno Unito nell'Unione europea del 2016
|             | Collegio      | Lasciare UE % | Rimanere in UE % |
| ----------- | ------------- | ------------- | ---------------- |
|             | Leeds Central | 47,4%         | 52,6%            |
|             | Inghilterra   | 53,3%         | 46,7%            |
| Regno Unito | 51,9%         | 48,1%         |                  |